# Wolf Andreae
Wolf Andreae (13 de julho de 1898 - 18 de dezembro de 1991) foi um oficial alemão que serviu na  durante a Segunda Guerra Mundial. Foi condecorado com a Cruz de Cavaleiro da Cruz de Ferro.